# Jijoca de Jericoacoara
Jijoca de Jericoacoara este un oraș în statul Ceará (CE) din Brazilia.